# 유승희
유승희(兪承希, 1960년 4월 26일~)는 대한민국의 사회 운동가 겸 대학 교수 출신의 정치인이다. 제17대 비례대표, 제19대 서울 성북 갑 국회의원, 제20대 서울 성북 갑 국회의원을 지냈다. 호주제 폐지, 기초의원 여성 공천 30% 할당제, 비정규직의 70%인 여성 일자리 문제 해결을 위한 재벌 개혁, 보육 예산 확대, 이주노동자 차별 금지, 직장 가정 내 성폭력 문제 해결 등을 위해 애썼다. 2012년 민주통합당 최고위원회 측은 제5차 최고위원회의를 통해 19대 총선 지역구 여성 공천 비율을 15% 이상으로 인상하기로 하고 최고위원회 산하에 「여성정치참여확대위원회」를 설치할 것을 의결했는데, 당내 전국여성위원회 위원장이자 비례대표를 지냈던 그녀도 위원으로 위촉돼 당헌‧당규 제‧개정작업, 공천실현 방안, 여성인재 영입 등을 추진했다. 여성 공천 비율보장 제도로 서울 성북 갑 지역구에 공천돼 2012년 당선됐고 2016년 대한민국 제20대 국회의원 선거에도 성북 갑 지역구로 재출마해 총득표율 47.9%(57,819표)로 3선(17,19,20대)의원이 됐다.

## 생애
1960년 4월 26일 서울 출생으로 이화여자대학교 종교학과·사회학과를 졸업하고 한양대학교에서 행정학 박사학위를 받았다. 대학 시절 학생운동에 투신해 졸업 후 노동운동과 사회운동을 하다가 1995년 광명시의원으로 출마해 당선되며 정계에 진출했다.
이후 새정치국민회의 당내 여성국장, 새천년민주당 여성국장 등을 역임했다.
2004년 제17대 국회에 열린우리당 비례대표로 국회에 입성했다.
2008년 제18대 국회의원 선거에서는 종로 지역 출마를 노렸으나 공천에서 탈락했다. 그 자리에는 손학규 의원이 전략 공천돼 당선됐다.
2011년 12월 민주통합당 내 <전국여성위원회> 위원장을 맡고 있던 그녀는 서울중앙지법에서 무죄를 선고받고 당 대표로 복귀한 한명숙 전 총리와 함께 이듬해 있을 19대 총선에서 지역구에 여성을 15% 이상 공천하기로 하고, 최고위원회 산하에 <여성정치참여확대위원회>를 설치할 것을 의결했다. 지역구 여성공천 15% 의무화 관련내용을 담는 당헌‧당규 제‧개정작업, 공천실현 방안, 여성인재 영입 등을 추진했고, 당개혁특위를 통해 지역구 여성공천 30% 의무할당(단 2012년에 한해 15% 경과규정), 가산점 20~10%, 대의원 50% 할당 등 양성평등 개혁과제를 확정해 19대 총선을 치렀다. 유승희 의원은 제19대 총선에서 서울 성북 갑 지역구에 출마해 당선됐으나 민주통합당은 패배했다. 한명숙 대표는 19대 총선 패배의 책임을 지고 사퇴했다.
제19대 전반기 동안 미래창조과학방송통신위원회 야당 간사와 여성가족위원회 위원으로 활동했다. 특히 미래창조과학방송통신위원회에서 공영방송 관련 방송법을 둘러싼 여·야 대치 상황에서 '야성'을 보이며 '싸움닭'이라는 별명을 얻었다. 제19대 후반기 국회에서는 여성가족위원회 위원장을 맡아 활동했다. 당 여성위원장을 역임하며 '기초의원 여성 공천 30% 할당'을 원칙으로 하는 당헌을 제정하는 성과를 얻어 여성 지지세를 확보했다.
2015년 2월 8일 여성 당원 50% 이상 의무화를 골자로 하는 성평등 당헌으로 진행된 첫 전당대회에서 새정치민주연합 최고위원에 당선됐다.
2016년 4월 13일 대한민국 제20대 국회의원 선거에서 성북 갑 지역구에 재출마해 새누리당 정태근 후보, 국민의당 도천수 후보 등을 47.9%(57,819표)의 득표로 누르고 당선됐다.

## 주요 활동

### 미군 위안부문제 공론화
2013년 11월 6일, 국회 여성가족위원회 소속 국회의원으로서 여성가족부 국정감사에서 박정희 정부가 '미군 위안부'인 기지촌 여성을 직접 관리한 기록들을 제시하며 여성가족부에게 관련 사료 발굴 노력 및 피해자 지원책을 마련할 것을 촉구했고, 1977년 박정희가 친필로 결재한 <기지촌 정화대책>을 국가기록원으로부터 제출 받아 분석한 결과 당시 정부에서 기지촌을 62개소, 9935명으로 파악하고 있었으며, 정화 대책의 일환으로 기지촌 여성 전용 아파트까지 건립할 계획을 세웠었던 것으로 기재돼 있다고 밝혔다. 미군 위안부란 미군기지 주변의 기지촌에서 성매매를 하던 여성을 말하며, 1990년대까지 위안부라는 표현은 군인을 대상으로 성매매를 하던 사람을 포함하는 말로 사용됐다. 오늘날에는 위안부라는 말이 국가에 강제로 동원된 여성을 뜻하는 말로 쓰여 기지촌 여성을 위안부로 표현하는 것이 적절한지 논쟁이 있다.

## 학력
- 서울덕수국민학교 졸업
- 성정여자중학교 졸업
- 예일여자고등학교 졸업
- 이화여자대학교 기독교학 학사
- 이화여자대학교 대학원 기독교학 석사
- 한양대학교 지방자치대학원 지방자치학 석사
- 한양대학교 대학원 행정학 박사

## 경력

### 사회 경력
- 1980년~1989년 구로공단 산돌노동문화원 총무
- 1989년 경제정의실천시민연합 발기인 및 중앙위원, 서울YMCA 여성위원
- 서울 YMCA 시민회의 운영위원
- 광명경제정의실천시민연합 여성위원장
- 생활협동조합 한두레 이사
- 1994년~1999년 한국여성의전화 인권사회의원
- 1996년 한국녹색소비자연대 이사
- 2000년~2001년 미국 뉴저지 럿거스 대학교 정치학 객원 연구원
- 2002년~2003년 이화여자대학교 민주동우회 부회장, 민주평화국민연대 연구소 소장
- 2007년 미국 샌디에고 캘리포니아 대학교 객원 연구원
- 2010년 국립강릉원주대학교 여성인력개발학과 시간강사
- 2011년~국민대학교 정치대학원 겸임교수
- 2022년~2024년 더불어민주당 일반고문
- 2023년~ 재단법인 김대중재단 고문
- 2024년 새로운미래 서울특별시당 공동위원장
- 2024년~ 새로운미래→새미래민주당 서울특별시당 성북구 갑 지역위원회 위원장
- 2025년 4월~ 대한민국헌정회 부회장

## 의정 활동
- 1994년~1995년: 민주당 경기도 지부 광명시 지구당 여성특별위원장
- 1995년 7월~1998년 6월 : 제2대 경기 광명시의회  의원(경기 광명시 철산3동 선거구, 민선 1기, 무소속, 초선)
- 1998년 2월~2003년 9월 : 새정치국민회의→새천년민주당 여성국장
- 2003년 : 노무현 대통령직인수위원회 여성전문위원
- 2004년 1월 : 열린우리당 총괄조직실장
- 2004년 4월 15일: 대한민국 제17대 국회의원 선거 당선(비례대표, 열린우리당, 초선)
- 2004년 5월 30일~2008년 5월 29일 : 제17대 국회의원 (비례대표, 열린우리당→대통합민주신당→통합민주당, 초선)
  - 제17대 국회 과학기술정보통신위원회 위원
  - 제17대 국회 한미자유무역협정체결대책특별위원회 위원
- 열린우리당 원내부대표
- 2006년~2007년 : 열린우리당 서울특별시당 종로구 당원협의회 위원장
- 2007년~2008년 : 대통합민주신당 서울특별시당 종로구 지역위원회 위원장
- 2008년 : 통합민주당 서울특별시당 종로구 지역위원회 위원장
- 2008년 : 민주당 서울특별시당 여성위원회 위원장
- 2009년 : 김대중, 노무현 대통령 장례위원
- 2010년 : 민주당 민주여성리더십센터 소장
- 2010년 2월 : 민주당 전국여성위원회 위원장
- 2010년 : 민주당 서울특별시당 친환경무상급식특위원회 위원장
- 2010년 : 민주당 4대강 특별위원회 위원
- 2011년 : 2011년 하반기 재보궐선거 무소속 박원순 서울특별시장 후보 공동선대본부장
- 2011년 : 민주당 정치개혁특위 위원, 통합협상위원
- 2011년 : 민주통합당 전국여성위원장
- 2011년~2013년 : 민주통합당 서울특별시당 성북구 갑 지역위원회 위원장
- 2012년 4월 11일: 대한민국 제19대 국회의원 선거 당선(서울 성북구 갑, 민주통합당, 재선)
- 2012년 5월 30일~2016년 5월 29일 : 제19대 국회의원 (서울 성북구 갑, 민주통합당→민주당→새정치민주연합→더불어민주당, 재선)
  - 2012년 7월~2012년 11월 : 제19대 국회 전반기 여성가족위원회 간사
  - 2012년 7월~2012년 11월 : 제19대 국회 전반기 문화체육관광방송통신위원회 위원
  - 2012년 11월~2013년 3월 : 제19대 국회 전반기 문화체육관광방송통신위원회 간사
  - 2012년 12월~2014년 5월 : 제19대 국회 전반기 여성가족위원회 위원
  - 2013년 4월~2014년 5월 : 제19대 국회 전반기 미래창조과학방송통신위원회 간사
  - 2014년 6월~2016년 5월 : 제19대 국회 후반기 여성가족위원회 위원장
  - 2014년 6월~2016년 5월 : 제19대 국회 후반기 미래창조과학방송통신위원회 위원
- 2012년 7월~2013년 5월 : 민주통합당 전국여성위원회 간사
- 2013년 5월~2014년 3월 : 민주당 전국여성위원회 위원장
- 2013년 5월~2014년 3월 : 민주당 서울특별시당 성북구 갑 지역위원회 위원장
- 2014년 3월~2014년 8월 : 새정치민주연합 전국여성위원회 위원장
- 2015년 2월~2016년 1월 : 새정치민주연합→더불어민주당 최고위원
- 2014년 3월~2015년 12월 : 새정치민주연합 서울특별시당 성북구 갑 지역위원회 위원장
- 2015년 12월~2020년 5월 : 더불어민주당 서울특별시당 성북구 갑 지역위원회 위원장
- 2016년 4월 13일: 대한민국 제20대 국회의원 선거 당선(서울 성북구 갑, 더불어민주당, 3선)
- 2016년 5월 30일~2020년 5월 29일 : 제20대 국회의원 (서울 성북구 갑, 더불어민주당, 3선)
  - 2016년 6월~2017년 7월 : 제20대 국회 전반기 미래창조과학방송통신위원회 위원
  - 2017년 6월~2018년 5월 : 제20대 국회 전반기 예산결산특별위원회 위원
  - 2017년 7월~2018년 5월 : 제20대 국회 전반기 과학기술정보방송통신위원회 위원
  - 2017년 9월~2018년 5월 : 제20대 국회 전반기 윤리특별위원회 위원장
  - 2018년 7월~2020년 5월 : 제20대 국회 후반기 기획재정위원회 위원
  - 2018년 10월~2020년 5월 : 제20대 국회 후반기 윤리특별위원회 위원

## 논란
2015년 5월 유승희 최고위원은 새정치민주연합 최고위원회의 중 이른바 '사퇴 공갈' 발언으로 정청래 최고위원이 주승용 최고위원과 언성을 높이는 난리통 속에서도 "오늘은 어버이날이다. 경로당 어르신들을 찾아 인절미에 김칫국을 먹으면서 노래 한자락 불러 드리고왔다"며 '연분홍 치마가 봄바람에 휘날리더라'는 가사의 '봄날은 간다' 한소절을 목청을 돋워 불렀다. 주승용 최고위원이 자리를 박차고 나가자 문재인 대표가 만류코자 급히 뒤따라나서는 상황이었다.
유 최고위원의 뜬금없는 '기행'에 회의석상의 다수 당직자들이 당혹스러운 표정을 감추지 못했다. 회의를 지켜보던 한 의원실 관계자는 “제정신인가. 도대체 뭐하는 건지 모르겠다”며 허탈한 웃음을 지어보였다. 어이가 없어진 추미애 최고위원이 “유 최고위원이 노래를 한 소절만 들려주셔서 아쉽다. 오늘 옷도 분홍색으로 꽃같은 색의 옷을 입고 오셨다”며 에둘러 표현했으나 유 최고위원은 환한 표정으로 “감사하다”고만 답했다.
SNS 상에서 봉숭아 학당이냐는 비아냥까지 나오는 등 안팎으로 비판이 거세지자 유승희 의원은 8일 "심려를 끼쳐 죄송하다"고 고개를 숙였다. 아울러 자신의 페이스북을 통해 "오늘 최고위원회의 분위기를 바꿔보고자 노래 한소절을 부르며, 박근혜 정부의 공적연금에 대한 알뜰한 맹세가 실없는 기약으로 얄궂은 노래가 되어 봄날이 흘러간다는 말씀을 드리고 싶었는데, 비난을 받으니 마음이 아프다"고 밝혔다. 그녀는 "지금 우리에게 가장 중요한 것은 단합하고 화합하는 것"이라며 "제 의도와는 달리 당을 사랑해주시는 많은 분들의 심려를 끼쳐드려 죄송하다"고 사과했다.

## 같이 보기
- 미군 위안부
- 대한민국 제17대 국회의원 선거 열린우리당 후보 목록#비례대표
- 성북구 갑
- 서울 성북구의 국회의원

## 역대 선거 결과
|  | 51.17% |

|  | 35.90% |

|  | 38.26% |

|  | 51.26% |

|  | 47.88% |

|  | 5.16% |

## 소속 정당
| 소속 정당 | 소속 정당      | 소속 기간 | 비고           |
| --------- | -------------- | --------- | -------------- |
|           | 평화민주당     | 1988~1991 | 정계 입문      |
|           | 신민주연합당   | 1991      | 당명 변경      |
|           | 민주당         | 1991~1995 | 합당           |
|           | 무소속         | 1995~1998 | 합당           |
|           | 새정치국민회의 | 1998~2000 | 입당           |
|           | 새천년민주당   | 2000~2003 | 합당           |
|           | 무소속         | 2003      | 탈당           |
|           | 열린우리당     | 2003~2007 | 창당           |
|           | 대통합민주신당 | 2007~2008 | 합당           |
|           | 통합민주당     | 2008      | 합당           |
|           | 민주당         | 2008~2011 | 당명 변경      |
|           | 민주통합당     | 2011~2013 | 합당           |
|           | 민주당         | 2013~2014 | 당명 변경      |
|           | 새정치민주연합 | 2014~2015 | 합당           |
|           | 더불어민주당   | 2015~2024 | 당명 변경      |
|           | 무소속         | 2024      | 탈당           |
|           | 새로운미래     | 2024      | 창당준비위원회 |
|           | 개혁신당       | 2024      | 입당           |
|           | 무소속         | 2024      | 탈당           |
|           | 새로운미래     | 2024      | 창당           |
|           | 새미래민주당   | 2024~현재 | 당명 변경      |